# 天皇の公務の負担軽減等に関する有識者会議
天皇の公務の負担軽減等に関する有識者会議（てんのうのこうむのふたんけいげんにかんするゆうしきしゃかいぎ）は、日本国政府によって2016年（平成28年）10月17日から2017年（平成29年）4月21日まで14回にわたって開催された天皇・皇室に関する有識者会議である。
安倍晋三内閣総理大臣の私的諮問機関として設置された。

## 経緯
2016年（平成28年）8月8日15時に日本の公共放送NHKおよび各民放局からテレビ放送された、第125代天皇（現：上皇明仁）自らによるビデオ映像（象徴としてのお務めについての天皇陛下のおことば）において「天皇の高齢による公務負担の限界」が表明された。
これを受けて同年9月23日、第3次安倍第2次改造内閣において内閣官房を事務局とする「天皇の公務の負担軽減等に関する有識者会議」を開催することが、安倍晋三内閣総理大臣により決裁され、同年10月17日に第1回の「天皇の公務の負担軽減等に関する有識者会議」が開催された。
2017年（平成29年）4月21日に開催され最終回となった第14回の「天皇の公務の負担軽減等に関する有識者会議」が、同会議の「最終報告」を発表した。

## 会議メンバー
以下6名。
- 今井敬 - 日本経済団体連合会名誉会長
- 小幡純子 - 上智大学大学院法学研究科教授
- 清家篤 - 慶應義塾長（経済学）
- 御厨貴 - 東京大学名誉教授（政治学)
- 宮崎緑 - 千葉商科大学国際教養学部長
- 山内昌之 - 東京大学名誉教授（国際関係史）

## 開催日程
- 2016年（平成28年）
  - 10月17日 - 第1回[4]
  - 10月27日 - 第2回[7]
  - 11月7日 - 第3回[8]
  - 11月14日 - 第4回[9]
  - 11月30日 - 第5回[10]
  - 12月7日 - 第6回[11]
  - 12月14日 - 第7回[12]
- 2017年（平成29年）
  - 1月11日 - 第8回[13]
  - 1月23日 - 第9回[14]
  - 3月22日 - 第10回[15]
  - 4月4日 - 第11回[16]
  - 4月6日 - 第12回[17]
  - 4月13日 - 第13回[18]
  - 4月21日 - 第14回（最終回）、「最終報告」発表[5]